# Claire Tomalin
Claire Tomalin, née le 20 juin 1933, est une journaliste et biographe britannique, principalement connue pour ses travaux sur Samuel Pepys et Jane Austen.

## Biographie
Elle est la seconde fille d'Émile Delavenay, un angliciste français originaire de la région de Bonneville, en Haute-Savoie, établi à Londres en 1925 avant de faire carrière à la BBC, à l'Onu et à l'Unesco. Sa mère Muriel Herbert a composé des pièces pour piano et voix, notamment sur des poèmes de James Joyce. Après une éducation française dans un lycée d'Angleterre, Claire Tomalin fait des études de lettres au Newnham College, à Cambridge.
Rédactrice littéraire au New Statesman et au Sunday Times, elle se tourne dans les années 70 vers l'écriture de biographies historiques et littéraires. Les deux premières sont consacrées à Mary Wollstonecraft, une femme de lettres et féministe anglaise de la fin du xviie siècle (1974), et à Katherine Mansfield (1987). Elle s'attache ensuite à retracer la vie de la comédienne Nelly Ternan qui entretint une liaison avec Charles Dickens (The Invisible Woman, 1990), puis celle d'une autre comédienne, Dorothea Jordan, qui fut la maîtresse du roi d'Angleterre Guillaume IV (1994). Sa biographie sur Jane Austen (1997) a fait l'objet d'une demi-douzaine de traductions. Les suivantes sont consacrées à des hommes de lettres : celle sur Samuel Pepys (2002) a été récompensée par plusieurs prix ; les deux dernières se recentrent sur le xixe siècle, avec  Thomas Hardy (2007) et Charles Dickens (2011). Presque tous ces ouvrages ont fait l'objet de traductions en une dizaine de langues allant du français au turc et au japonais.
Claire Tomalin a conservé le nom de Nicholas Tomalin (en), un journaliste anglais qu'elle a épousé en 1955 et dont elle a cinq enfants (trois filles et deux garçons). Nicholas Tomalin a été tué au cours de la guerre israélo-arabe de 1973 et Claire Tomalin s'est remariée en 1993 avec le romancier et dramaturge anglais Michael Frayn.

## Distinctions
Claire Tomalin est vice-présidente du PEN club (Royaume-Uni) et de la Royal Society of Literature, Londres. Elle est docteur honoris causa d'une dizaine d'universités anglaises, dont l'université de Cambridge où elle a fait ses études de lettres.

## Principaux prix
- 1974 : Whitbread First Novel Award, pour The Life and Death of Mary Wollstonecraft.
- 1990 : James Tait Black Memorial Prize (for biography), pour The Invisible Woman: The Story of Nelly Ternan and Charles Dickens.
- 1991 : Hawthornden Prize, pour The Invisible Woman: The Story of Nelly Ternan and Charles Dickens.
- 1991 : NCR Book Award for Non-Fiction, pour The Invisible Woman: The Story of Nelly Ternan and Charles Dickens.
- 2002 : Whitbread Biography Award, pour Samuel Pepys: The Unequalled Self.
- 2002 : Whitbread Book of the Year Award, pour Samuel Pepys: The Unequalled Self.
- 2003 : Samuel Pepys Award du Samuel Pepys Club (en), pour Samuel Pepys: The Unequalled Self.
- 2003 : Prix Rose-Mary-Crawshay de la British Academy pour Samuel Pepys: The Unequalled Self[1].

## Œuvres principales
En français
- Katherine Mansfield : Une vie secrète (trad. de l'anglais par Anne Damour), Arles, Bernard Coutaz, 1990, 343 p. (ISBN 978-2-87712-032-6).
- Jane Austen, passions discrètes (trad. de l'anglais par Christiane Bernard et Jacqueline Gouirand-Rousselon), Paris, Autrement, coll. « Littératures », 2000, 411 p. (ISBN 2-7467-0011-5).
- Samuel Pepys ou Monsieur Moi-Même (trad. de l'anglais par François Thouvenot), Seyssel, Champ Vallon, coll. « Les Classiques », 2014, 544 p. (ISBN 978-2-87673-925-3).

En anglais
- (en) The Life and Death of Mary Wollstonecraft, Londres, Weidenfeld & Nicholson, 1974, 316 p. (ISBN 978-0-297-76754-1).
- (en) Shelley and His World, Londres, Thames & Hudson, 1980, 128 p. (ISBN 978-0-500-13068-1).
- (en) Katherine Mansfield : A Secret Life, Londres, Viking, 1987, 256 p. (ISBN 978-0-670-81392-6).
- (en) The Invisible Woman : The Story of Nelly Ternan and Charles Dickens, Londres, Viking, 1990, 336 p. (ISBN 978-0-670-82787-9).
- (en) Mrs. Jordan's Profession : The Story of a Great Actress and a Future King, Londres, Viking, 1994, 256 p. (ISBN 978-0-670-84159-2).
- (en) Jane Austen : A Life, Londres, Viking, 1997, 338 p. (ISBN 978-0-670-86528-4).
- (en) Samuel Pepys : The Unequalled Self, Londres, Viking, 2002, 544 p. (ISBN 978-0-670-88568-8).
- (en) Thomas Hardy : The Time-Torn Man, Londres, Viking, 2006, 486 p. (ISBN 978-0-670-91512-5).
- (en) Charles Dickens : A Life, Londres, Viking, 2011, 527 p. (ISBN 978-0-670-91767-9).
- (en) A Life of My Own, Londres, Penguin Books, 2017, 334 p. (ISBN 978-0-241-23995-7).

## Adaptations au cinéma
Son roman The Invisible Woman est adapté au cinéma par Ralph Fiennes en 2013 sous le titre The Invisible Woman.